# Berlin-Marathon 2016
| 43. Berlin-Marathon    | 43. Berlin-Marathon         |
| ---------------------- | --------------------------- |
| Stadt                  | Berlin, Deutschland         |
| Datum                  | 25. September 2016          |
| Distanz                | 42,195 Kilometer            |
| Sieger                 |                             |
| Männer                 | Kenenisa Bekele (2:03:03 h) |
| Frauen                 | Aberu Kebede (2:20:45 h)    |
| ← Berlin-Marathon 2015 | Berlin-Marathon 2017 →      |
| Website                | Offizielle Website          |

Der Berlin-Marathon 2016 (offiziell: BMW Berlin-Marathon 2016) war die 43. Ausgabe der jährlich stattfindenden Laufveranstaltung in Berlin, Deutschland. Der Marathon fand am 25. September 2016 um 9:00 Uhr Ortszeit statt.
Er war der vierte Lauf der World Marathon Majors 2016/17 und hatte das Etikett Gold der IAAF Road Race Label Events 2016.
Bei den Männern gewann Kenenisa Bekele in 2:03:03 h, bei den Frauen Aberu Kebede in 2:20:45 h.

## Ergebnisse

### Männer
| Platz | Athlet               | Land      | Zeit (h) |
| ----- | -------------------- | --------- | -------- |
| 01    | Kenenisa Bekele      | Äthiopien | 2:03:03  |
| 02    | Wilson Kipsang       | Kenia     | 2:03:13  |
| 03    | Evans Chebet         | Kenia     | 2:05:31  |
| 04    | Sisay Lemma          | Äthiopien | 2:06:56  |
| 05    | Eliud Kiptanui       | Kenia     | 2:09:29  |
| 06    | Geoffrey Ronoh       | Kenia     | 2:09:29  |
| 07    | Alfers Lagat         | Kenia     | 2:09:46  |
| 08    | Yohanes Gebregergish | Eritrea   | 2:09:48  |
| 09    | Jacob Kendagor       | Kenia     | 2:10:01  |
| 10    | Suleiman Simotwo     | Kenia     | 2:10:22  |

### Frauen
| Platz | Athletin         | Land        | Zeit (h) |
| ----- | ---------------- | ----------- | -------- |
| 01    | Aberu Kebede     | Äthiopien   | 2:20:45  |
| 02    | Berhane Dibaba   | Äthiopien   | 2:23:58  |
| 03    | Ruti Aga         | Äthiopien   | 2:24:41  |
| 04    | Reia Iwade       | Japan       | 2:28:16  |
| 05    | Katharina Heinig | Deutschland | 2:28:34  |
| 06    | Janet Ronoh      | Kenia       | 2:29:35  |
| 07    | Dolinin Elena    | Israel      | 2:35:59  |
| 08    | Cassie Fien      | Australien  | 2:37:28  |
| 09    | Claire McCarthy  | Irland      | 2:38:00  |
| 10    | Gladys Ganiel    | Irland      | 2:39:10  |